# Isabel Strathbogie
Isabel Strathbogie (auch Isabel, Countess of Atholl) († nach 1329) war eine schottische Adlige.

## Herkunft
Isabel war eine Tochter von John of Strathbogie, 9. Earl of Atholl und von dessen Frau Marjory of Mar. Ihr Vater wurde 1306 während des Schottischen Unabhängigkeitskriegs als Verräter gegen den englischen König hingerichtet. Ihr Bruder David erbte darauf den Titel  Earl of Atholl, unterstützte aber zunächst die Engländer. 1312 wechselte David jedoch auf die Seite des schottischen Königs Robert I.

## Verhältnis mit Edward Bruce
Nach dem Chronisten John Barbour verführte um 1313 Edward Bruce, ein Bruder des schottischen Königs, Isabel. Isabel wurde schwanger, doch Edward Bruce weigerte sich, sie zu heiraten. Diese Schmach soll dazu geführt haben, dass Isabels Bruder David unmittelbar vor der Schlacht von Bannockburn die Schotten verriet. Wahrscheinlich gibt diese Schilderung aber nur einen Teil der Ereignisse wieder. Tatsächlich gab es zwischen dem schottischen König und David Strathbogie größere Konfliktpunkte. Zugunsten von Robert I. schob der Chronist Barbour aber allein Edward Bruce die Schuld zu. Vermutlich hatte Robert I. ab Herbst 1312 eine Heirat zwischen Edward und Isabel angestrebt, und spätestens im Februar 1314 waren die beiden verlobt. Aufgrund ihres verwandtschaftlichen Verhältnisses war für die Ehe ein päpstlicher Dispens erforderlich, dessen Erteilung aber kein großes Hindernis sein sollte. Allerdings hatte zu dieser Zeit der mit Schottland verfeindete englische König Eduard II. bessere Beziehungen zu Papst Clemens V., so dass der Papst die Erteilung des Dispens verweigerte. Da Edward Bruce Isabel ohne Erlaubnis des Papstes nicht heiraten konnte, löste er die Verlobung, obwohl Isabel schwanger war. Wahrscheinlich um 1314 bekam sie einen Sohn, Alexander. Edward Bruce bemühte sich nicht weiter um einen Dispens, sondern heiratete später eine Tochter des Earl of Ross, die ebenfalls Isabel hieß. Er fiel 1318 im Kampf gegen die Engländer in Irland. 

## Weiteres Leben
Obwohl Isabels Bruder 1314 Robert I. verraten hatte und nach der Niederlage bei Bannockburn nach England geflohen war, betrachtete der König Isabel in der Folge als Countess of Atholl und übergab ihr einen Teil der beschlagnahmten schottischen Besitzungen ihres Bruders zur lebenslangen Nutzung. Auch ihren Sohn versorgte der König mit eigenen Besitzungen, obwohl er nur unehelich war. Er wurde aber von der Thronfolge ausgeschlossen. Als 1320 mehrere schottische Adlige unter Führung von William Soulis eine Verschwörung gegen Robert I. planten, soll Isabels im englischen Exil lebender Bruder zu den Verschwörern gehört haben. Die Verschwörung wurde durch eine nicht benannte Frau verraten. Möglicherweise verriet Isabel die Verschwörung, um weitere Vorteile und Besitzungen vom König zu erhalten. Nach der Aufdeckung der Verschwörung erhielt sie aber keine weiteren Besitzungen zugesprochen. Vermutlich erst 1326 übergab der König ihr weitere Besitzungen in Forfarshire, die sie an ihren Sohn vererben durfte. Noch kurz vor seinem Tod 1329 bedachte der König Isabel mit weiteren Besitzungen in Clackmannanshire, die nach ihrem Tod aber an ihren Cousin Donald, 8. Earl of Mar fallen sollten. Ihr Todesdatum ist unbekannt.